# Heeria argentea
Heeria argentea är en sumakväxtart som först beskrevs av Carl Peter Thunberg, och fick sitt nu gällande namn av Carl Daniel Friedrich Meisner. Heeria argentea ingår i släktet Heeria och familjen sumakväxter. Inga underarter finns listade i Catalogue of Life.